# Elecciones en India (2019)

Resultados para las 22 encuestas de Tamil Nadu

Las elecciones en India en 2019 incluyen la  elección general, elecciones parlamentarias al Lok Sabha, elecciones al Rajya Sabha, elecciones a seis asambleas legislativas estatales y otras numerosas elecciones parlamentarias a las asambleas legislativas estatales, consejos y cuerpos locales.

## Elecciones generales
Las elecciones generales tuvieron lugar en India de  abril a mayo de 2019 para constituir el 17.º Lok Sabha. Después de una lucha feroz en la elección, el resultado electoral fue confirmado el 23 de mayo, encuestas de pie de urna sugieren una victoria para el BJP

A continuación, el calendario de cada fase, el número de bancas en cada fase y su discriminación por estado:
Fase 1, abril 11
91 bancas, 20 estados
A.P. (25), Arunachal Pradesh (2), Assam (5), Bihar (4), Chhattisgarh (1) J&K (2), Maharashtra (7), Manipur (1), Meghalaya (2), Mizoram (1), Nagaland (1), Odisha (4), Sikkim (1), Telangana (17), Tripura (1), U.P. (8), Uttarkhand (5), W.B. (2), Islas Andaman y Nicobar (1), Lakshadweep (1)
Fase 2, abril 18
97 bancas, 13 estados
Assam (5), Bihar (5), Chhattisgarh (3), J&K (2), Karnataka (14) Maharashtra (10), Manipur (1), Odisha (5), Tamil Nadu. (39), Tripura (1), U.P. (8), Bengal Occidental (3), Puducherry (1)
Fase 3, abril 23
115 bancas, 14 estados
Assam (4), Bihar (5), Chhattisgarh (7), Gujarat (26), Goa (2), J&K (1), Karnataka (14), Kerala (20), Maharashtra (14), Odisha (6), U.P. (10), Bengal Occidental (5), Dadra y Nagar Haveli (1), Daman y Diu (1)
Fase 4, abril 29
71 bancas, 9 estados
Bihar (5), J&K (1), Jharkhand (3), M.P. (6), Maharashtra (17), Odisha (6), Rajasthan (13), U.P. (13), Bengal Occidental (8)
Fase 5, mayo 6
51 bancas, 7 estados
Bihar (5), Jharkhand (4), J&K (2), M.P. (7), Rajasthan (12), U.P. (14), Bengal Occidental (7)
Fase 6, mayo 12
59 bancas, 7 estados
Bihar (8), Haryana (10), Jharkhand (4), M.P. (8), U.P. (14), Bengal Occidental (8), NCR (7)
Fase 7, mayo 19
59 bancas, 8 estados
Bihar (8), Jharkhand (3), M.P. (8), Punjab (13),  Bengal Occidental (9), Chandigarh (1), U.P. (13), Himachal Pradesh (4)
Fecha del conteo: mayo 23

## Elecciones de la asamblea legislativa
Las elecciones de la asamblea legislativa de Andhra Pradesh, Arunachal Pradesh, Odisha, Sikkim, se celebraron simultáneamente con las elecciones generales.
Las elecciones de la asamblea legislativa de Haryana, Maharashtra, Jharkhand y Jammu & Kashmir se celebrarán más adelante este año.
Las elecciones de la asamblea deberán realizarse en Jharkhand en diciembre de 2019 para constituir la asamblea legislativa próxima.